# Kloster Killybegs

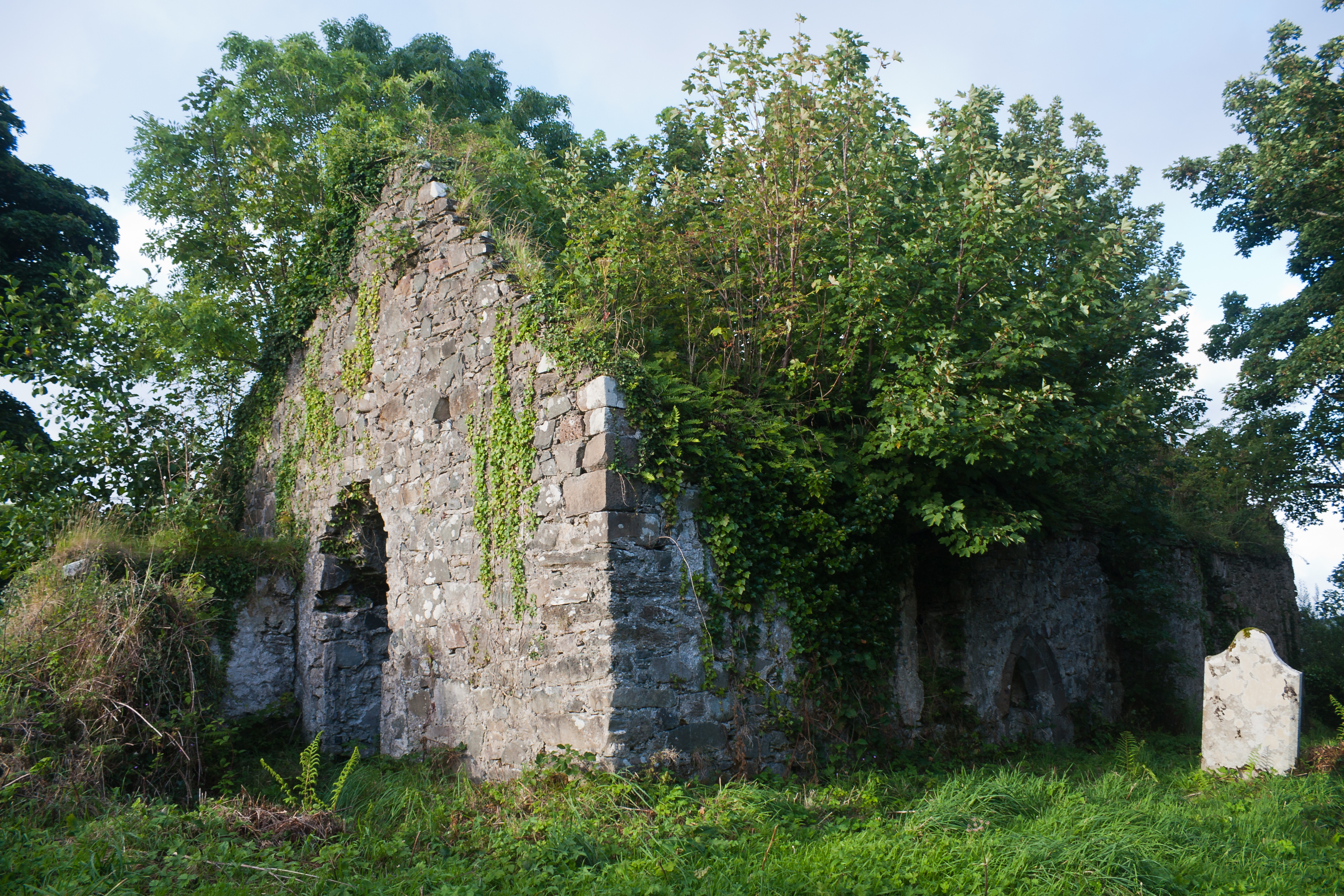
Südwestansicht des Kirchenschiffs

Das Kloster Killybegs (englisch Killybegs Friary, irisch Mainistir na gCeall Beag) wurde um 1535–1540 von der Familie Mac Suibhne von Banagh als der Katharina von Alexandrien gewidmetes Haus für Terziaren des franziskanischen Ordens in Killybegs (Na Cealla Beaga) an der Südküste Donegals in der Diözese Raphoe in Irland gegründet. Nach der Reformation diente die Kirche bis 1829 als anglikanische Gemeindekirche.

## Geschichte
Der Zeitpunkt und die genauen Umstände der Gründung sind unklar. Gwynn fand keine Belege dazu und machte dazu auch keinerlei Angaben. Lacy vermutet, dass das Kirchenschiff aus dem 15. Jahrhundert stammen könnte. Es gab sogar Vermutungen, dass es sich um ein Haus der Dominikaner gehandelt haben könnte, bis dies durch C. P. Meehan widerlegt werden konnte, der einen Beleg aus dem Jahr 1616 fand, der Killybegs als Haus der Terziare nennt. Spears hat sich mit der Verbreitung des Katharinenkults in Irland beschäftigt und hält eine Gründung in der Zeit zwischen 1535 und 1540 für plausibel durch das damalige Oberhaupt Toirdealbhach der in Killybegs residierenden Mac Suibhne von Banagh in Gedenken an die kurz zuvor verstorbene Máire Ní Mháille, Ehefrau von Ruidhrí, dem Oberhaupt der Mac Suibhne von Fanad im Norden Donegals, die sehr zur Verbreitung des Katharinenkults im Donegal beigetragen hat.
Máire Ní Mháille entstammt der Familie O’Malley aus Mayo, die sehr religiös war und u. a. das Kloster Murrisk gegründet hatten. Es erscheint sehr plausibel, dass auf diese Weise Máire den Katharinenkult übernahm und eine Handschrift mit der lateinischen Vita erhielt. Im Jahr 1513 ließ sie diese Vita von Mac Fhionnghaill von Tory Island in das Irische übersetzen. Spears vermutet, dass der Anlass hierfür der Tod ihres Bruders Owen war, der als Anführer eines piratenartigen Überfalls im Hafen von Killybegs am 25. November 1513 durch Angehörige des Banagher Zweigs der Mac Suibhnes ums Leben kam. Sie kam dadurch offenbar in einen ernsten Konflikt, da sie einerseits um ihren Bruder trauerte, andererseits aber auch loyal zu ihrer Familie der Mac Suibhnes bleiben wollte. Ihr Interesse war es, so Spears, durch die Hilfe der heiligen Katherina und Gebete die Rettung ihres Bruders Owens zu bewirken. Und gleichzeitig war dies ein Weg, wie sie auch den Tod ihres Bruders verzeihen konnte. Entsprechend sah Toirdealbhach es als seine Verpflichtung an, nach dem Tod von Máire zu ihrem Gedenken das Kloster zu gründen.

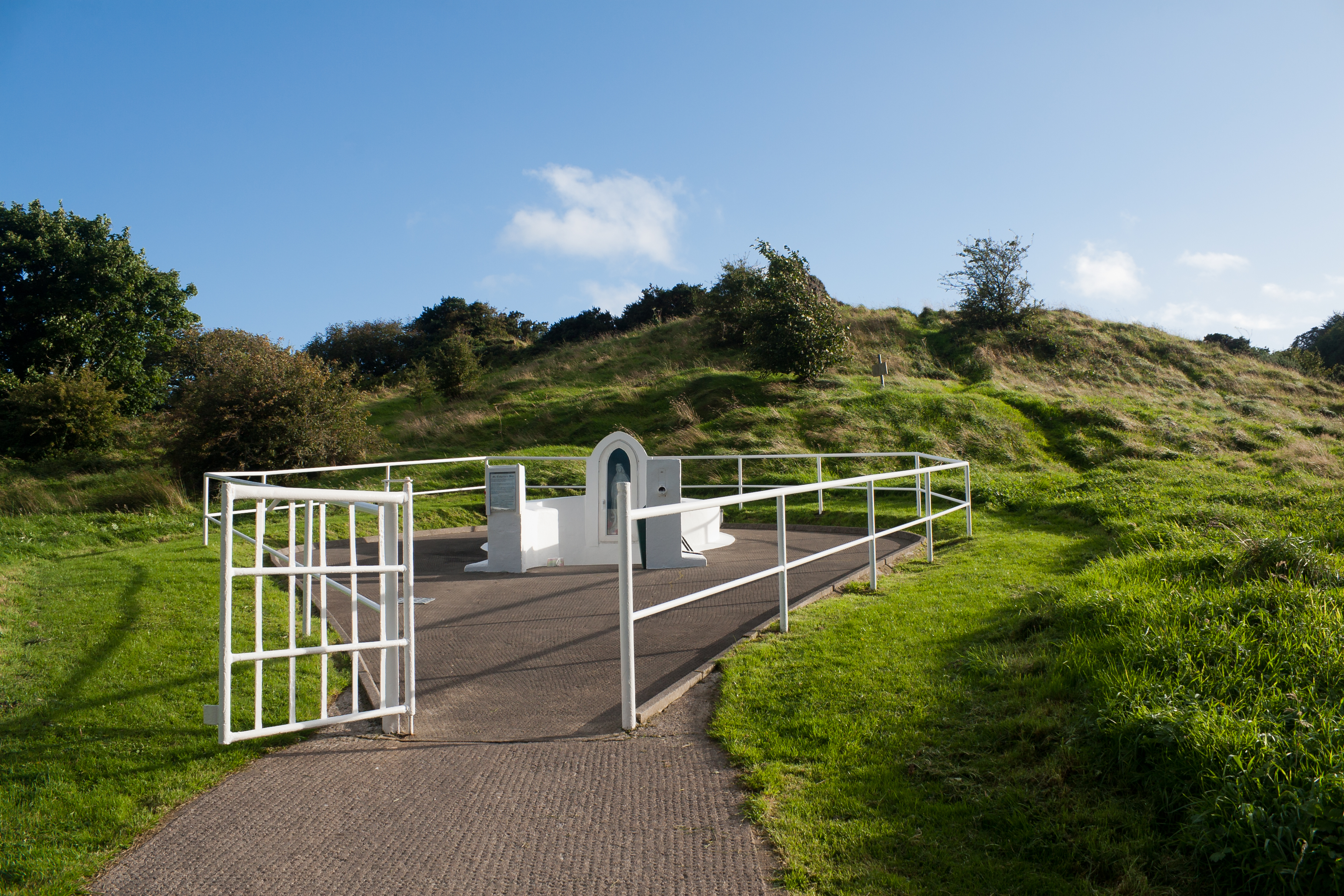
Katherinenquelle in unmittelbarer Nähe des Klosters

In unmittelbarer Nähe des Klosters ist eine ebenfalls der Katherina gewidmete heilige Quelle. Es gilt als sehr wahrscheinlich, dass diese zuerst einem lokalen Heiligen gewidmet gewesen ist, dann aber durch die Ankunft der Franziskaner umgewidmet wurde. Dies war nicht ungewöhnlich, und es gibt auch andere Beispiele dafür. Die Quelle ist bis heute eine Pilgerstätte, bei der einmal im Jahr an einem geeigneten Tag um den 25. November eine Prozession zur Quelle stattfindet, sofern das Wetter mitspielt.
Im Zuge der Reformation ist das Haus um 1600 aufgehoben worden. Die Mac Suibhnes konvertierten zur anglikanischen Kirche und ab 1615 diente die Klosterkirche als anglikanische Gemeindekirche. 1622 wurde ihr Zustand als gut beschrieben. Während der 1641 beginnenden Rebellion kehrten die Franziskaner möglicherweise zurück. Danach wurde sie als anglikanische Kirche weitergenutzt, und um 1655 erfolgten umfangreiche Reparaturen. Sie wurde kontinuierlich genutzt, bis 1829 die neue Gemeindekirche errichtet wurde. Seitdem ist die Kirche zur Ruine verfallen.

## Architektur
Die Kirche besteht aus einem innen 15,6 m × 5,2 m messenden Kirchenschiff, an das sich im Chorbereich ein nördliches Querschiff anschließt mit 6,6 m × 5,15 m innen. Lacy sieht drei Bauperioden: Seiner Einschätzung nach ist das Kirchenschiff aus dem 15. Jahrhundert, das Querschiff eine Ergänzung aus dem 16. Jahrhundert und der südliche Bogen des Querschiffs, die Veränderungen an den Fenstern sowie der den Eingang auf der Westseite schützende Vorbau aus dem 17. oder 18. Jahrhundert.